# Text conversacional
El text conversacional és una mena de text que s'articula al voltant de l'emissor i el receptor, i sol expressar-se en forma dialogada, és a dir, amb una successió de preguntes i respostes, o bé de reflexions que es fan mútuament els dos intervinents.

## Diversitat de formes
Hi ha textos conversacionals orals (diàleg, entrevista, conversa telefònica, etc.) i textos conversacionals escrits (xat, carta,  diàleg teatral, etc.).

### L'entrevista
L'entrevista és un gènere periodístic que consta d'unes preguntes fetes per un entrevistador (periodista) a una persona amb rellevància social (científic, esportista, polític, artista, etc., o per haver protagonitzat una notícia). Les entrevistes es poden classificar en dos grans tipus: informatives, que donen a conèixer l'opinió sobre un tema, i psicològiques, que permeten mostrar la personalitat i la vida de la persona entrevistada.